# (275281) Amywalsh
(275281) Amywalsh est un astéroïde de la ceinture principale.

## Description
(275281) Amywalsh est un astéroïde de la ceinture principale. Il fut découvert le 14 janvier 2010 aux États-Unis par le programme WISE. Il présente une orbite caractérisée par un demi-grand axe de 2,61 UA, une excentricité de 0,23 et une inclinaison de 13,4° par rapport à l'écliptique.